# ランタセッパ (小惑星)
ランタセッパ (1530 Rantaseppä) は、小惑星帯にある小惑星。ユルィヨ・バイサラがフィンランドのトゥルクで発見した。
フィンランド人の天文学者ヒルッカ・ランタセッパに因んで名付けられた。